# Славистика (часопис)
Славистика (рус. Славистика, енгл. Slavic Studies) је научни часопис који излази од 1997. године и бави се словенским језицима, књижевностима и културама.

## О часопису
Славистика је издање научне периодике које више од две деценије објављује оригиналне радове из области словенске филологије, теорије лингвистике и књижевности, историје славистике и сродних научних области, као и научну критику, хронику и библиографију.

### Историјат
Славистичко друштво Србије је покренуло часопис Славистика 1997. године уочи свог значајног јубилеја, педесетогодишњице оснивања Друштва. Пресудну улогу у оснивању часописа имао проф. др Богољуб Станковић, његов први и дугогодишњи главни уредник. Часопис је замишљен као годишњак у коме би се објављивале научне расправе и текстови на свим словенским језицима о свим словенским језицима, књижевностима и културама. Значајан део часописа – у рубрици Реферати и саопштења – представљали су научни чланци који су као реферати представљани на Скуповима слависта Србије, традиционалној научној конференцији коју сваке године организује Славистичко друштво Србије. У часопису су биле заступљене и рубрике Славистички научно-истраживачки пројекти, Славистичка баштина, У свету славистичке литературе (прикази и рецензије књига, монографија, уџбеника, часописа), Из славистичког живота (прикази конференција, семинара и сл.) и In memoriam. У часопису су објављивани и материјали са годишњих скупштина Славистичког друштва Србије са извештајем о раду самог Друштва и његових подружница. Часопис Славистика данас представља научни часопис у отвореном приступу који објављује оригинална научна дела слависта из земље и иностранства. Сви радови пролазе процес рецензирања од стране најмање два компетентна стручњака, међу којима је један спољни рецензент. Од ХХII књиге (2018) научним и стручним чланцима додељује се doi број.

#### О Славистичком друштву Србије
Славистичко друштво Србије окупља слависте из Србије, помаже у презентацији њиховог стручног и научног рада кроз организацију научних скупова и публиковање њихових резултата, као и кроз повезивање са релевантним међународним научним и струковним друштвима слависта. Основано је 29. јуна 1948. године. Први председник Друштва био је чувени српски лингвиста Александар Белић. Друштво организује семинаре за усавршавање професионалних компетенција наставника руског језика. Додељује повељу почасним члановима, захвалнице и две награде: награду «Павле и Милка Ивић» (за најбољи рад из српске лингвистичке славистике) и повељу «Радован Кошутић» (за изузетан научни допринос српској славистици).

### Издавачи
- 1997–2017: 	Славистичко друштво Србије
- 2017-: 	Славистичко друштво Србије, Филолошки факултет Универзитета у Београду

### Периодичност излажења
Часопис Славистика излазио је једном годишње од I до ХХI књиге, док од ХХII књиге излази два пута годишње. Од оснивања излази са уредном редовношћу.

## Теме
- Славистика
- Словенски језици
- Словенска књижевност и култура

## Уредници
Оснивач часописа и главни уредник првих петнаест бројева је др Богољуб Станковић, редовни професор Филолошког факултета Универзитета у Београду. Шеснаести број часописа уредио је в.д. главног уредника др Петар Буњак, редовни професор Филолошког факултета Универзитета у Београду, који је од седамнаестог до двадесетог броја био главни уредник часописа. Тренутни главни уредник је др Људмила Поповић, редовни професор Филолошког факултета Универзитета у Београду, која часопис уређује од двадесет првог броја.
- 1997–2012: 	проф. др Богољуб Станковић
- 2014–2016: 	проф. др Петар Буњак
- 2017–данас: 	проф. др Људмила Поповић

### Уредништво
Уредништво часописа се састоји од еминентних стручњака у области славистике из различитих словенских и несловенских земаља. 
Од 2017. године састав Уредништва је следећи: проф. др Људмила Поповић, главни и одговорни уредник, др Дејан Ајдачић (Кијев), проф. др Ирина Антанасијевић, проф. др Адриан Баренцен (Амстердам), др Марта Бјелетић, проф. др Петар Буњак, др Гочо Гочев (Трново), проф. др Андриј Даниленко (Њујорк), проф. др Рајна Драгићевић, проф. др Андреа Желе (Љубљана), академик Анатолиј Захњитко (Кијев), др Елена Иванова (Санкт Петербург), проф. др Ксенија Кончаревић, проф. др Александра Корда-Петровић, проф. др Јаромир Линда, др Биљана Марић, проф. др Михаел Мозер (Беч), проф. др Мотоки Номаћи (Сапоро), проф. др Борис Норман (Минск), проф. др Руселина Ницолова (Софија), академик Предраг Пипер, проф. др Иво Поспишил (Брно), проф. др Вучина Раичевић, др Биљана Сикимић, др Каролина Скварска (Праг), проф. др Марија Стефановић, проф. др Срето Танасић, проф. др Бранко Тошовић (Грац) и др Срђан Петровић, секретар.

## Аутори прилога
Наставници и сарадници универзитетских славистичких катедара широм света, сарадници научних института и остали.

## Електронски облик часописа
Електронска верзија часописа доступна је на сајту Славистичког друштва Србије. Од деветог броја може се преузети пун обим бројева, док је за првих осам дат садржај.

## Категоризација часописа
Часопис је сврстан на листу категоризованих часописа Министарства просвете, науке и технолошког развоја Републике Србије. Славистика се налази и на листи Међународног комитета слависта, где је сврстана међу часописе друге категорије односно у ранг часописа од водећег националног значаја.

## Индексирање у базама података
- ERIH PLUS, European Reference Index for the Humanities and Social Sciences[9]
- Slavic Humanities Index